# 言国卿記
『言国卿記』（ときくにきょうき）は、室町時代の公家、山科言国の記した日記。『史料纂集』所収。
記述は、文明6年（1474年）から文亀2年（1502年）までの30年近くに及ぶ。途中に一部欠落があるが、応仁の乱期の京都や朝廷、幕府などの動向などを知ることができる貴重な史料。音楽関係の記事や、一揆についての記載もあるという。また、絵双六の最古の記載があるという。文明9年（1477年）には自らが領主となっている荘園が有名無実化している実情を将軍足利義政に訴えたが戦乱の影響により為す術がなかった実情を記している。